# Escussó
L'escussó és la peça heràldica consistent en un escudet posat al centre o abisme d'un escut, de mides iguals a un terç de les d'aquest. N'és una de les peces ordinàries, secundàries o de segon ordre.
En alguns casos, l'escussó té l'origen en el fet d'haver reduït el camper d'un escut, en fer-ne molt més ampla la bordura.
Si està carregat sobre alguna partició, es redueix de dimensions i s'anomena escussó sobre el tot (o, simplement, sobre el tot). Si l'escussó carrega sobre un altre que ja sigui sobre el tot, s'anomena sobre el tot del tot.
De l'heràldica anglesa, és típic l'escussó de pretensió (en anglès escutcheon of pretence), que és la denominació que rep l'escut d'una pubilla col·locat sobre l'abisme del del marit en comptes d'estar-hi empalat.

## Exemples d'escuts amb escussó

Girona
Vallgorguina
Bellpuig
Diputació de Lleida
Diputació de Girona
Rússia